# 22732 Джакпор
22732 Джакпор (22732 Jakpor) — астероїд головного поясу, відкритий 26 вересня 1998 року.
Тіссеранів параметр щодо Юпітера — 3,171.